# Canoë-kayak aux Jeux méditerranéens de 2013
Navigation
2009 2018

## Résultats

### Hommes
| Épreuves    | Or                                                          | Argent                                           | Bronze                                                  |
| K1 - 200 m  | Marko Dragosavljevic 35 s 255                               | Manfredi Rizza +0 s 414                          | Saul Craviotto Rivero +0 s 769                          |
| K1 - 1000 m | Francisco Cubelos Sanchez 3 min 31 s 426                    | Jost Zakrajsek + 0 s 821                         | Mauro Crenna + 5 s 309                                  |
| K2 - 200 m  | Espagne Saul Craviotto Rivero Carlos Perez Rial 32 s 751    | Italie Mauro Pra Floriani Mauro Crenna + 0 s 283 | Turquie Cagribey Yildirim Serhat Kadir Yilmaz + 1 s 222 |
| K2 - 1000 m | Alvino Massimiliano Batelli Nicola Ripamonti 3 min 19 s 710 | Dejan Terzic Ervin Holpert + 4 s 517             | Diego Cosgaya Noriega Emilio Llamedo Alvarez +5 s 982   |

### Femmes
| Épreuves   | Or                                     | Argent                         | Bronze                   |
| K1 - 200 m | Špela Ponomarenko Janić 40 s 689       | Norma Murabito +1 s 469        | Milica Starovic +1 s 833 |
| K1 - 500 m | Špela Ponomarenko Janić 1 min 52 s 447 | Sofia Magala Campana + 2 s 393 | Antonja Nadj + 2 s 712   |

## Tableau des médailles
| Rang  | Nation   | Or | Argent | Bronze | Total |
| ----- | -------- | -- | ------ | ------ | ----- |
| 1     | Slovénie | 2  | 1      | 0      | 3     |
| 2     | Espagne  | 2  | 0      | 2      | 4     |
| 3     | Italie   | 1  | 4      | 1      | 6     |
| 4     | Serbie   | 1  | 1      | 2      | 4     |
| 5     | Turquie  | 0  | 0      | 1      | 1     |
| 6     | Chypre   | 0  | 0      | 0      | 0     |
| 6     | Égypte   | 0  | 0      | 0      | 0     |
| 6     | Grèce    | 0  | 0      | 0      | 0     |
| 6     | Tunisie  | 0  | 0      | 0      | 0     |
| Total | Total    | 6  | 6      | 6      | 18    |